# Samtale
En samtale er kommunikation med ord, hvor to eller flere personer taler sammen. Samtaler er vigtig for at mennesker skal forstå hinanden, og at vi skal få at vide hvad andre tænker og føler.